# Johannes Rottenhammer

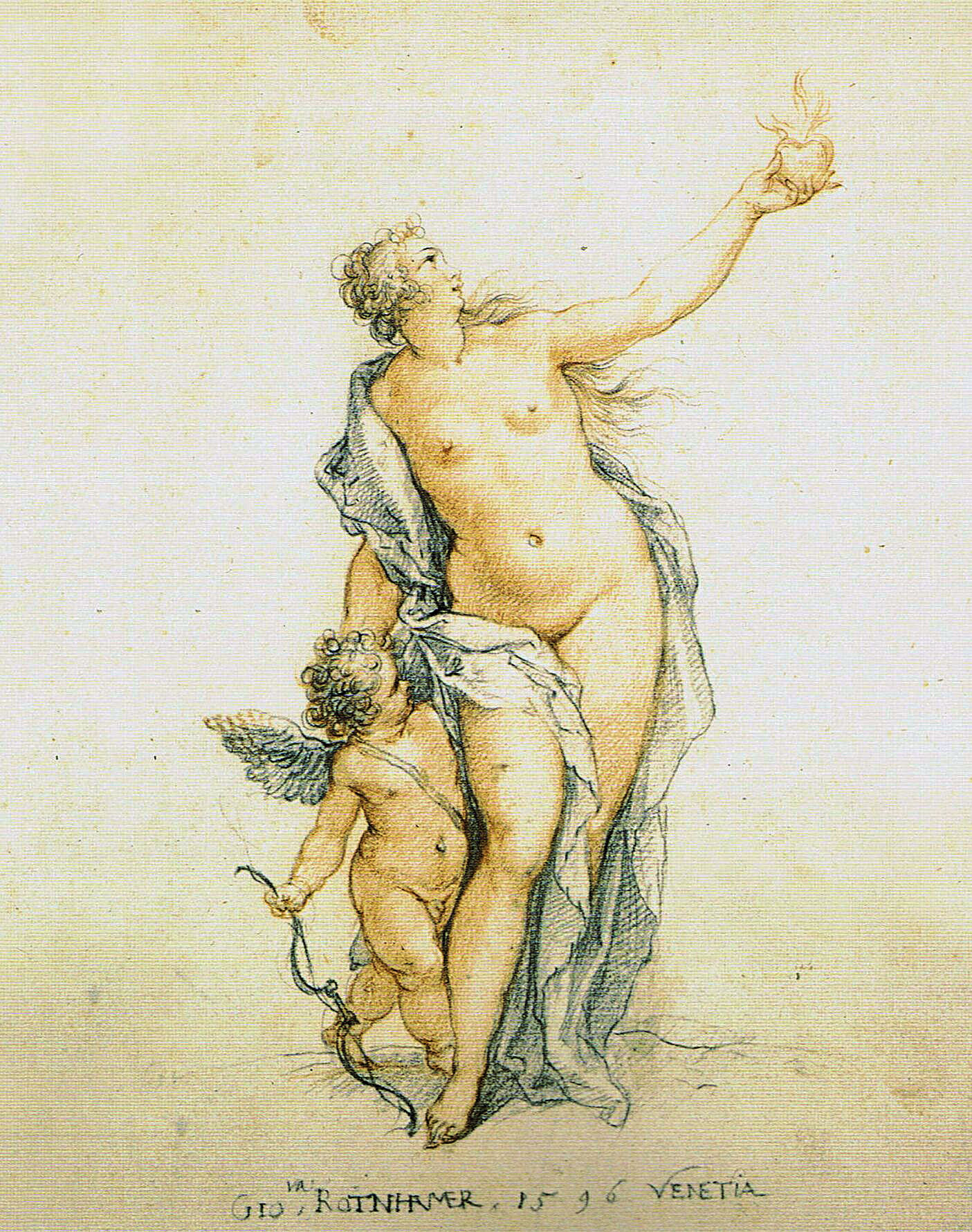
Venus und Amor (1596), Zeichnung vielleicht im Zusammenhang mit seiner Verheiratung, rote und schwarze Kreide

Johannes Rottenhammer der Ältere (* 1564 in München; † 14. August 1625 in Augsburg) war ein deutscher Zeichner und Maler des Manierismus und des Frühbarock. Seine auf Kupfer gemalten Kabinettbilder hängen in vielen bedeutenden Galerien Europas.

## Leben
Hans Rottenhammer wurde 1564 als Sohn eines Hofangestellten in München geboren. 1582 begann er eine sechsjährige Lehre beim Hofmaler Hans Donauer dem Älteren, um anschließend nach Italien zu gehen. 1589 findet sich seine Spur in Treviso, auf der gängigen Route nach Venedig, wo er sich 1591 niederließ und nach den Gemälden bekannter venezianischer Meister zeichnete. 1594 fuhr Rottenhammer nach Rom, um sich bei Federico Zuccari an der Accademia di San Luca im Zeichnen zu vervollkommnen. In Rom lernte er die Flamen Paul Bril und Jan Brueghel den Älteren kennen, beides etablierte Landschaftsmaler, die in Rottenhammer einen fähigen Figurenmaler für ihre kleinformatigen Landschaften auf Kupfer fanden. Es kam zur Zusammenarbeit mit den beiden Künstlern, die weit über ihre gemeinsame Zeit in Rom hinaus andauerte. Trotz seiner Erfolge kehrte Rottenhammer 1595 nach Venedig zurück, um sich dort mit einer eigenen Werkstatt für kleinformatige Malerei auf Kupfer zu etablieren. Ein Jahr später heiratete er die Venezianerin Elisabetta di Fabris. Rottenhammer stand im Zenit seines Schaffens und arbeitete mit Palma il Giovane, Hendrik van Balen und Adam Elsheimer zusammen. Seine kostbaren kleinen Sammlerstücke waren auf dem stark expandierenden Kunstmarkt zu dieser Zeit äußerst begehrt.
Ab 1600 pflegte er Kontakte zum Prager Hof, speziell zu Kaiser Rudolf II., der für die kaiserlichen Sammlungen unter anderem das Göttermahl erwarb. Auftraggeber von jenseits der Alpen hatte Rottenhammer bereits aus Venedig beliefert, so Graf Ernst von Holstein-Schaumburg, den er später auch auf Schloss Bückeburg besuchte und der Anton Boten zu ihm in die Lehre schickte. Zunehmende Aufträge aus dem Norden dürften Rottenhammer dazu bewogen haben, sich 1606 in Augsburg niederzulassen. Hier verabschiedete er sich bald von der Kabinettmalerei auf Kupfer und schuf stattdessen größere Formate, darunter Altargemälde und Fresken. Sein klangvoller Name sicherte ihm Aufträge von so prominenten Auftraggebern wie der Familie Fugger oder Herzog Maximilian von Bayern. Rottenhammers Augsburger Zeit stand allerdings auch im Zeichen des persönlichen Niedergangs. Der übermäßige Alkoholkonsum beeinträchtigte mehr und mehr seine Arbeit, die zeitweise völlig zum Erliegen kam. Rottenhammer starb verarmt am 14. August 1625 in Augsburg.
Aus der Ehe mit Elisabetta di Fabris ging sein Sohn Hans Rottenhammer († 1668) hervor, der ebenfalls als Maler wirkte und ab 1622 in Bamberg nachweisbar ist. Er vollendete 1625 ein von seinem Vater begonnenes Wandbild des hl. Michael in St. Ulrich in Augsburg. Später malte er unter anderem den Choraltar in der Stephanskirche in Bamberg (1628–1630).

## Werk

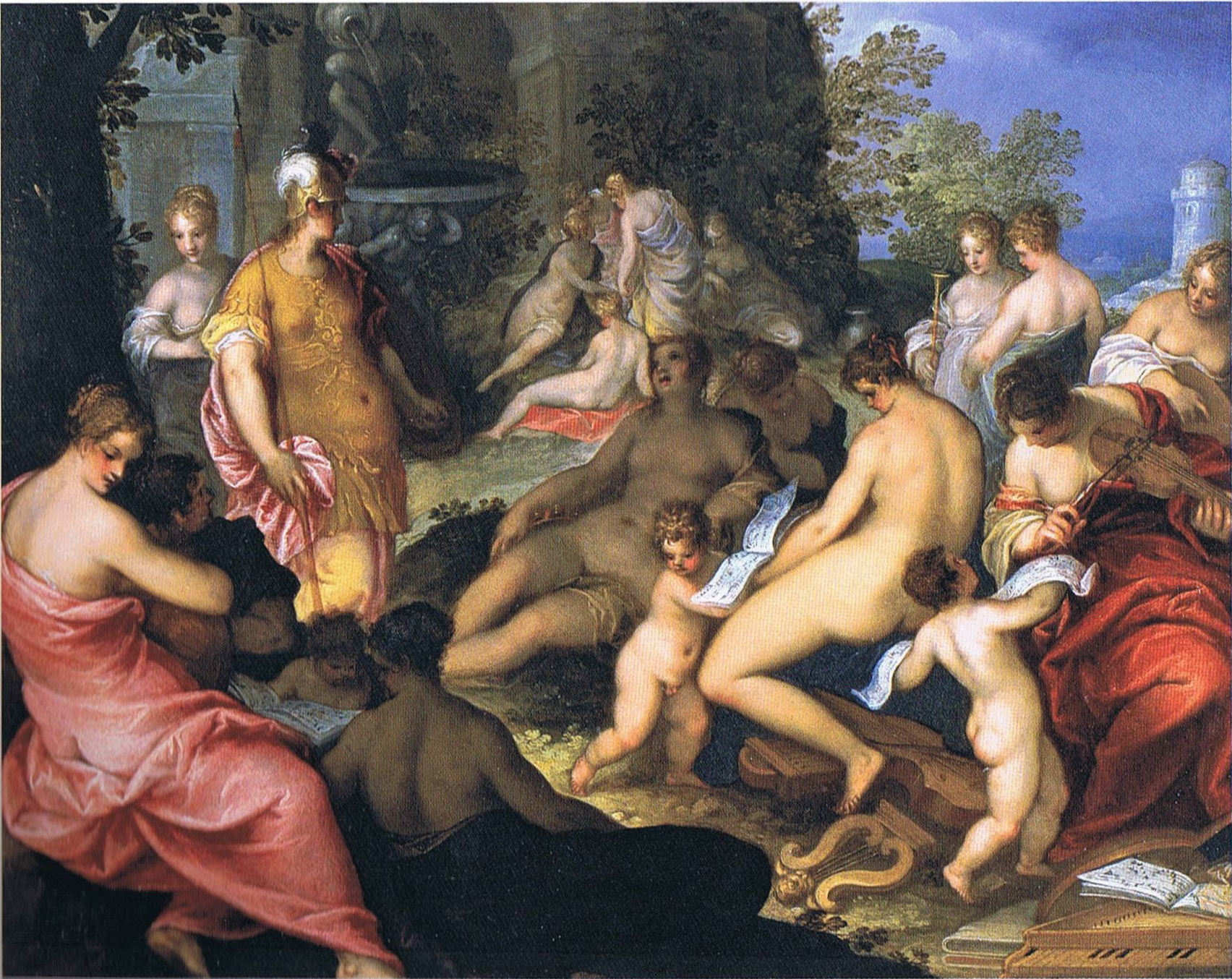
Minerva und die Musen auf dem Helikon, Kabinettbild, Öl auf Kupfer, um 1603.

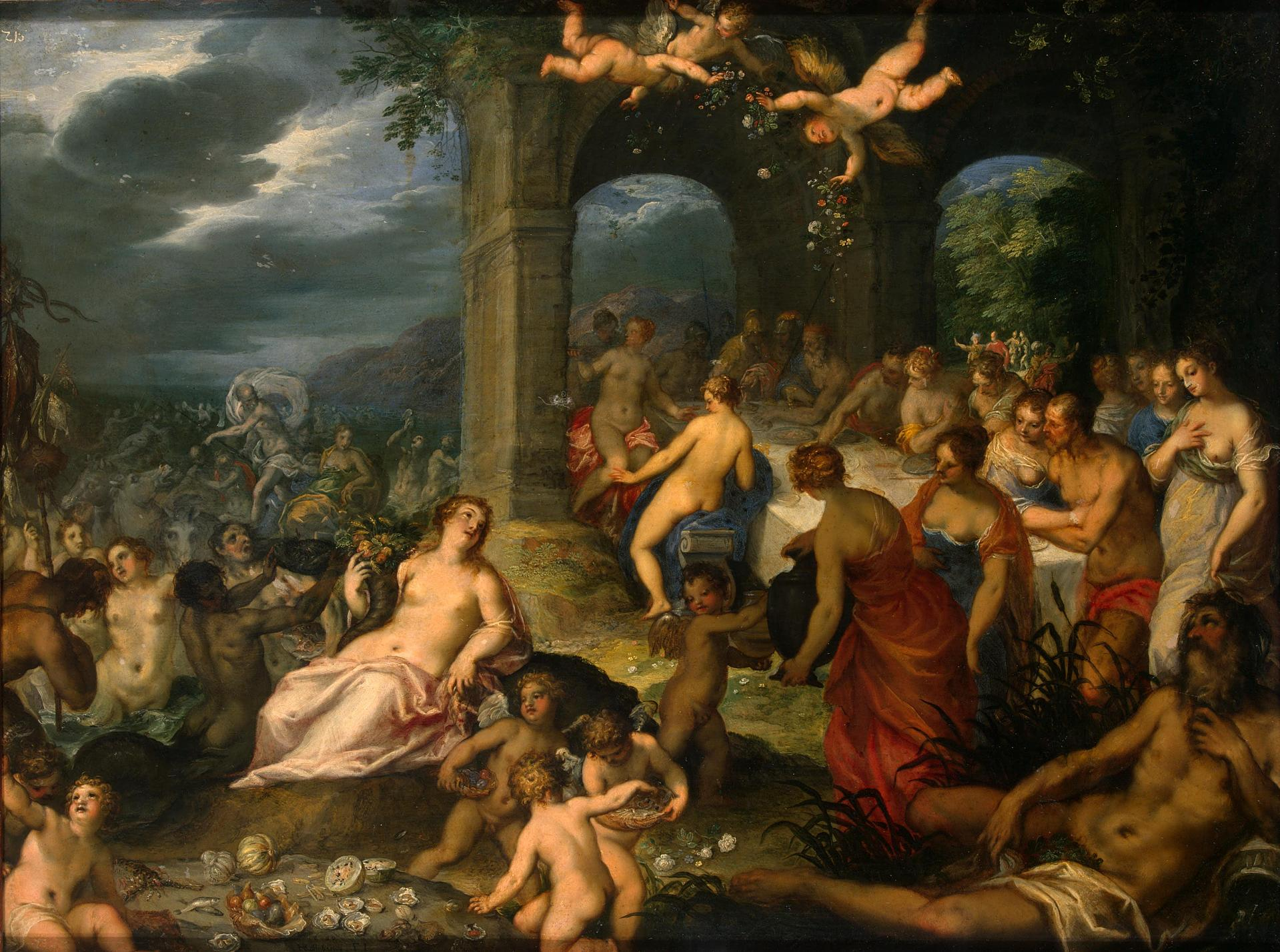
Hochzeit von Neptun und Amphitrite, Kabinettbild, Öl auf Kupfer, 1600. Das Stillleben mit Früchten, Fisch und Austern von Jan Brueghel d. Ä.

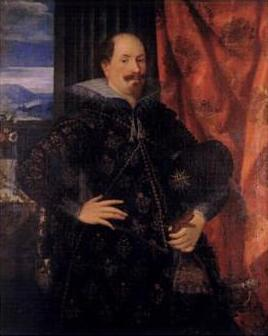
Graf Ernst zu Holstein-Schaumburg, 1621

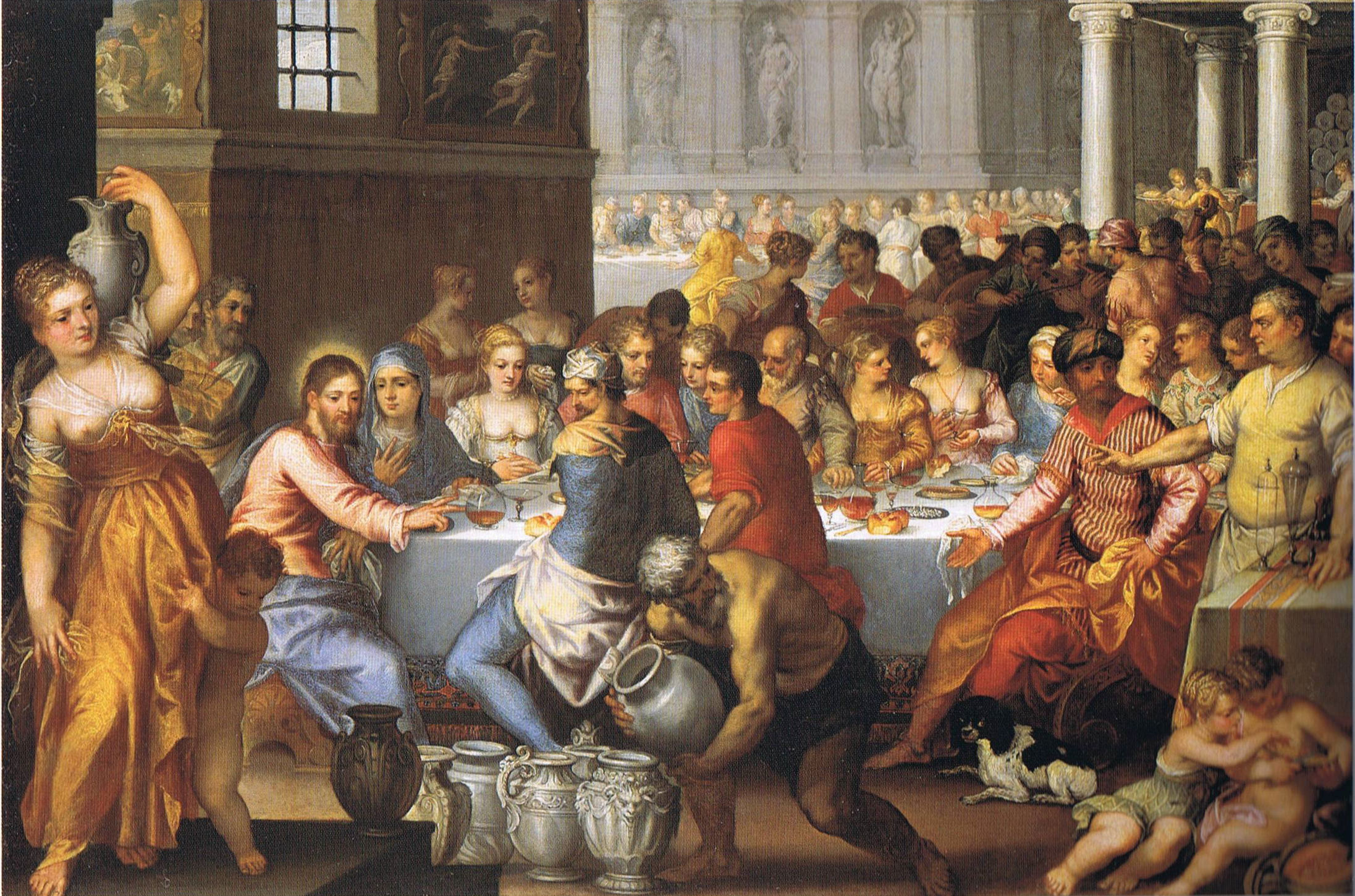
Hochzeit zu Kana, Kabinettbild, Öl auf Kupfer, 1606.

Rottenhammer war in seiner Zeit ein hoch geschätzter Künstler, dessen Gemälde in ganz Europa gefragt waren. Noch heute zeugt die Gegenwart seiner Bilder in den großen Museen der Welt von St. Petersburg über Amsterdam und London bis Los Angeles von der Bedeutung des Künstlers. Seine Zusammenarbeit mit den Niederländern Paul Bril und Jan Brueghel d. Ä. um 1595 in Rom markiert den Beginn des auf Kupfer gemalten Kabinettbildes in Europa. Rottenhammers Einfluss als Figurenmaler ist auch am Werk seines Mitarbeiters Hendrik van Balen und seines Schülers Adam Elsheimer abzulesen. In seiner zweiten Schaffenshälfte in Augsburg malte Rottenhammer große Altarbilder für Münchner und Augsburger Kirchen sowie Entwürfe für Reliefs und Skulpturen. In der Münchner Residenz befanden sich zahlreiche seiner Fresken.

### Werkverzeichnis
- Neptun und Minerva vor einer musizierenden Muse – Federzeichnung (1596, Sammlung Louis Deglatigny, Rouen)
- Madonna mit den Heiligen – Öl auf Kupfer (um 1596, Weserrenaissance-Museum, Schloss Brake)
- Ruhe auf der Flucht – Ölgemälde (1597, Staatlichen Kunstsammlungen Schwerin)
- Das Jüngste Gericht – Ölgemälde (1598, Alte Pinakothek)
- Das letzte Urteil – Ölgemälde (1598, Alte Pinakothek)
- Die Anbetung der ehernen Schlange – Federzeichnung (1599)
- Hochzeit von Neptun und Amphitrite – Ölgemälde (1600)
- Das Pfingstwunder – Federzeichnung (um 1600)
- Die Taufe Christi im Jordan – Ölgemälde (um 1600, Deutsche Barockgalerie in Augsburg)
- Die Allegorie der Künste – Ölgemälde (um 1600, Gemäldegalerie Berlin)
- Diana und Aktäon (1602, Alte Pinakothek)
- Minerva und die Musen auf dem Helikon – Öl auf Kupfer (um 1603, Weserrenaissance-Museum, Schloss Brake)
- Minerva bei den Musen auf dem Helikon (1603, Germanisches Nationalmuseum)
- Der Sturz des Phaeton – Ölgemälde (um 1604, Gemäldegalerie Berlin)
- Allerheiligen – Altargemälde in der St.-Max-Kirche in Augsburg (1614)[2]
- Satyr mit Nymphe, denen sich Venus in Wolken nähert – Federzeichnung (1619)
- Madonna mit Kind und dem kleinen Johannes – Federzeichnung (um 1620)
- Augusta und die vier Flußgötter – (1622, Schaezlerpalais in Augsburg)
- Mariä Verkündigung – Ölgemälde (o. J.)
- Musizierende Engel – Deckengemälde (o. J.)
- Ruhe auf der Flucht nach Ägypten (o. J.)
- Pilatus zeigt dem Volk den gegeißelten Jesus (o. J., – Ölgemälde, Gemäldegalerie Alte Meister in Kassel)
- Ruhende Venus mit Amor – Ölgemälde (o. J., Herzog Anton Ulrich-Museum Braunschweig)
- Altargemälde in der Heilig-Geist-Kirche in München (o. J.)

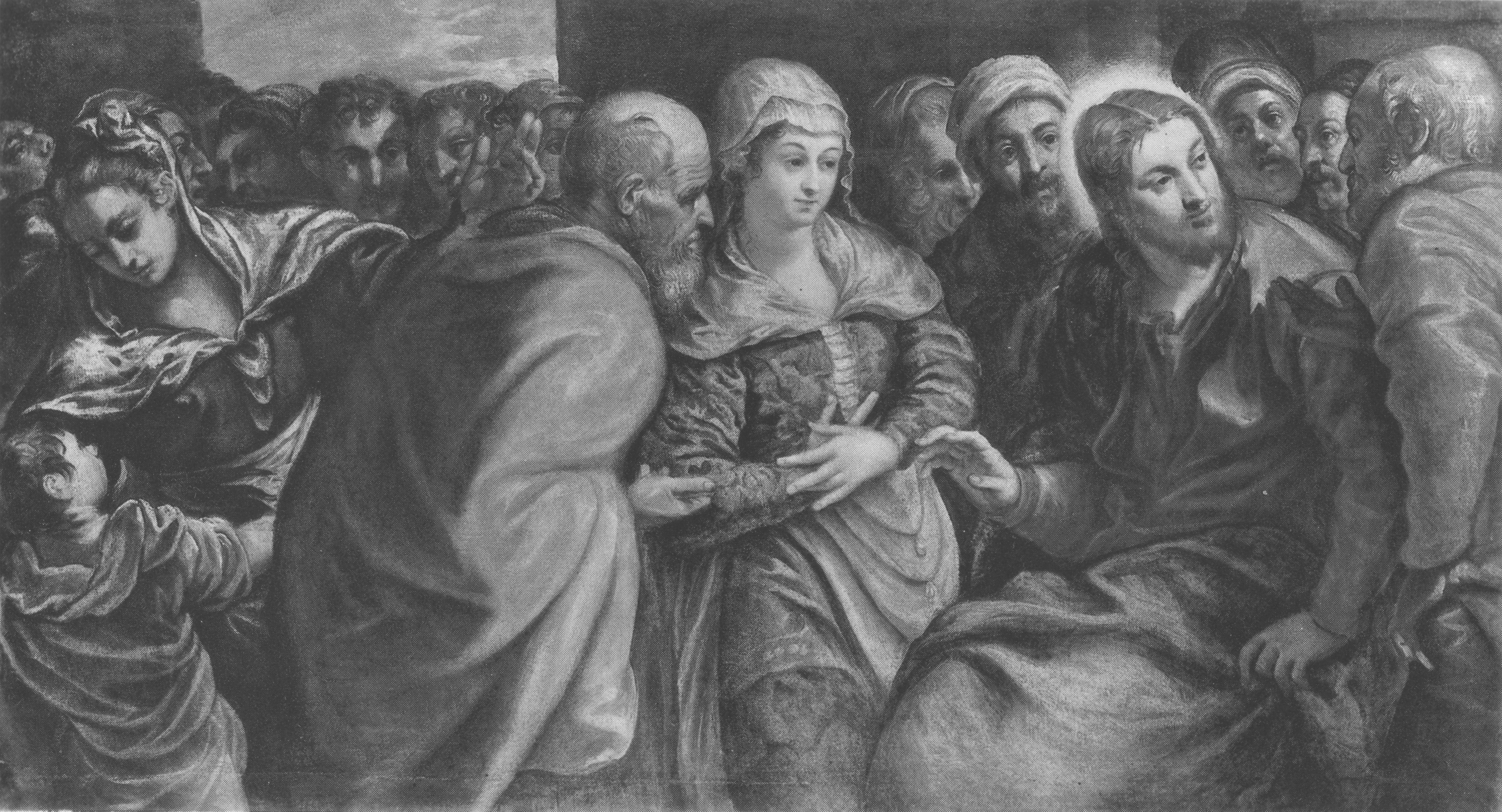
Cristo e l’adultera.

Rottenhammers bekanntestes Werk, das die Hochzeit Neptuns mit Amphitrite darstellt, war eine Auftragsarbeit für Rudolf II. Es ist heute in der Eremitage (Sankt Petersburg) ausgestellt.
Mittlerweile wird ihm zudem eine Interpretation der Bibelszene Jesus und die Ehebrecherin zugeschrieben, die Theodor Fontane zu seiner Erzählung L’Adultera inspiriert hat. Zuvor hatte man angenommen, das Gemälde stamme von Jacopo Tintoretto.